# Dodești
Dodești es una comuna ubicada en el distrito de Vaslui, Rumania.

## Superficie
Posee una superficie de 29,65 kilómetros cuadrados.

## Demografía
Hasta 2021 la población era de 1544 habitantes, con una densidad de población de 52,07 habitantes por kilómetro cuadrado.